# Афанасовское сельское поселение (Татарстан)
Афанасовское сельское поселение — сельское поселение в Нижнекамском районе Татарстана. Административный центр — село Большое Афанасово.

## Состав поселения
В состав поселения входят 2 населённых пункта.
- с. Большое Афанасово
- с. Нижнее Афанасово

## Население
| 2010  | 2011  | 2012  | 2013  | 2014  | 2015  | 2016  |
| ----- | ----- | ----- | ----- | ----- | ----- | ----- |
| 3431  | ↘3429 | ↗3526 | ↗3555 | ↗3607 | ↗3671 | ↘3652 |
| 2017  | 2018  |       |       |       |       |       |
| ↗3694 | ↗3730 |       |       |       |       |       |

## Границы района
Граничит с муниципальным образованием «город Нижнекамск», Каенлинским и Шингальчинским сельскими поселениями.
Граница Афанасовского сельского поселения по смежеству с муниципальным образованием «город Нижнекамск» проходит от узловой точки 24, расположенной в 1,5 км на северо-запад от села Сарсаз-Бли на стыке границ муниципального образования «город Нижнекамск», Афанасовского и Шингальчинского сельских поселений, на восток 30 м по северной границе городской свалки, далее идет по сельскохозяйственным угодьям 530 м на север, 1,0 км ломаной линией на северо-восток до автодороги «Нижнекамск—Балчыклы» — Сарсаз-Бли, затем проходит по данной автодороге 1,6 км на северо-восток, 50 м на северо-запад, далее идет в том же направлении 900 м по западной границе лесного квартала 35 Биклянского участкового лесничества Государственного бюджетного учреждения Республики Татарстан «Нижнекамское лесничество», затем проходит в юго-западном направлении 180 м по сельскохозяйственным угодьям, 100 м по южной границе лесного массива, 380 м по южной границе лесного квартала 31 Биклянского участкового лесничества Государственного бюджетного учреждения Республики Татарстан «Нижнекамское лесничество», далее идёт 2,7 км по западной, северной границам лесных кварталов 30, 31, 29, пересекая ветку железной дороги, далее идет 500 м по северо-восточной границе лесного квартала 30 до автодороги, затем проходит на северо-восток 330 м по данной автодороге до перекрестка с автодорогой Нижнекамск — Балчыклы, далее идёт на север 710 м по данной автодороге до перекрестка с автодорогой Чистополь—Нижнекамск, затем проходит на северо-восток 530 м по данной автодороге до ручья, далее идет 600 м вниз по течению ручья, затем проходит ломаной линией 1,0 км по юго-восточной границе села Большое Афанасово, далее идет 710 м по северо-восточной границе свинофермы, затем проходит 7,0 км по северо-восточной и северо-западной границам села Большое Афанасово, далее идет в юго-западном направлении 1,3 км по сельскохозяйственным угодьям, 570 м по коллективным садам, 30 м по ручью, 40 м по юго-восточной границе коллективных садов, далее идет по сельскохозяйственным угодьям 90 м на юго-запад, 160 м на юг, 430 м на юго-запад, 340 м на северо-запад, 220 м на юго-запад, 420 м на северо-запад, 300 м на юго-запад, 420 м на юго-восток, 520 м ломаной линией на юго-запад до автодороги Чистополь—Нижнекамск, затем проходит на юго-восток 808 м по данной автодороге, далее идет по сельскохозяйственным угодьям 40 м на юго-запад, пересекая ветку железной дороги, 272 м на запад, 90 м на юго-запад, 846 м на северо-запад, 697 м ломаной линией на юго-запад, 1,2 км ломаной линией на северо-запад, 200 м на юго-запад, пересекая озеро, 584 м на северо-запад, 140 м на северо-восток, 420 м на северо-запад до реки Зай, затем проходит 45 м по данной реке до узловой точки 18, расположенной в 3,3 км на северо-восток от деревни Берёзовая Грива на стыке границ муниципального образования «город Нижнекамск», Афанасовского и Каенлинского сельских поселений.
Граница Афанасовского сельского поселения по смежеству с Шингальчинским сельским поселением проходит от узловой точки 24 на запад 400 м по сельскохозяйственным угодьям, 1,3 км по северной границе садоводческого общества, 50 м по северной границе лесных посадок, 130 м по сельскохозяйственным угодьям до береговой линии реки Зай, 30 м по данной реке до узловой точки 27, расположенной в 2,1 км на восток от села Борок на стыке границ Афанасовского, Каенлинского и Шингальчинского сельских поселений.

Граница Афанасовского сельского поселения по смежеству с Каенлинским сельским поселением проходит от узловой точки 27 вниз по течению реки Зай 11,2 км до узловой точки 18.